# UCI-BMX-Freestyle-Weltcup 2016
Beim UCI-BMX-Freestyle-Weltcup 2016 wurden durch die Union Cycliste Internationale die Weltcupsieger im BMX-Freestyle ermittelt. Es handelte sich um die erste Wettkampfserie dieses Namens.

## Termine
BMX-Freestyle war erst im Vorjahr von der UCI ins Programm aufgenommen worden. Anfang 2016 erließ die UCI dann Regeln, die auch die Modalitäten eines Weltcups bestimmten. Die Ausrichtung desselben übertrug die UCI an die Hurricane Company, einer in Montpellier beheimateten Gesellschaft, die den Weltcup im Rahmen ihrer FISE World Series organisierte.
Die erste Saison des Weltcups 2016 wurde zunächst mit vier Runden in Montpellier, Osijek, Denver und Edmonton angekündigt. Im Laufe der Saison wurde noch eine fünfte Runde in Montpelliers Partnerstadt Chengdu ergänzt.
- Montpellier: 4.–8. Mai
- Osijek: 21.–23. Juli
- Denver: 3.–5. September
- Edmonton: 16.–18. September
- Chengdu: 28.–30. Oktober

In jeder der fünf Runden wurde ein Wettkampf in der Variante Park bei Männern und Frauen durchgeführt. Jeder Wettkampf ging über mehrere Tage, der letzte Tag war jeweils dem Finale gewidmet. Der Sieg in einer Runde wurde mit 10.000 Punkten bewertet, die zugleich für die Weltrangliste zählten.

## Park Männer
| # | Datum         | Ort         | Erster         | Zweiter      | Dritter        |
| - | ------------- | ----------- | -------------- | ------------ | -------------- |
| 1 | 8. Mai        | Montpellier | Alex Coleborn  | Daniel Dhers | Mike Varga     |
| 2 | 23. Juli      | Osijek      | Logan Martin   | Daniel Dhers | Joshua Perry   |
| 3 | 5. September  | Denver      | Brandon Loupos | Daniel Dhers | Jack Clark     |
| 4 | 18. September | Edmonton    | Logan Martin   | Nick Bruce   | Brandon Loupos |
| 5 | 30. Oktober   | Chengdu     | Logan Martin   | Daniel Dhers | Colton Walker  |

Gesamtwertung
| Platz | Name          | Punkte |
| ----- | ------------- | ------ |
| 1     | Logan Martin  | 43.400 |
| 2     | Daniel Dhers  | 42.200 |
| 3     | Nick Bruce    | 29.600 |
| 4     | Colton Walker | 29.300 |
| 5     | Jack Clark    | 28.600 |
| 6     | Alex Coleborn | 28.000 |

## Park Frauen
| # | Datum         | Ort         | Erste          | Zweite                 | Dritte             |
| - | ------------- | ----------- | -------------- | ---------------------- | ------------------ |
| 1 | 8. Mai        | Montpellier | Hannah Roberts | Jelisaweta Possadskich | Shanice Silva Cruz |
| 2 | 23. Juli      | Osijek      | Lara Lessmann  | Cory Coffey            | Valeri Steffe      |
| 3 | 5. September  | Denver      | Hannah Roberts | Nina Buitrago          | Angie Marino       |
| 4 | 18. September | Edmonton    | Hannah Roberts | Nikita Ducarroz        | Cory Coffey        |
| 5 | 30. Oktober   | Chengdu     | Hannah Roberts | Cory Coffey            | Peng Jia Zeng      |

Gesamtwertung
| Platz | Name                   | Punkte |
| ----- | ---------------------- | ------ |
| 1     | Hannah Roberts         | 40.000 |
| 2     | Cory Coffey            | 33.400 |
| 3     | Nikita Ducarroz        | 15.200 |
| 4     | Lara Lessmann          | 10.000 |
| 5     | Jelisaweta Possadskich | 9.000  |
| 5     | Nina Buitrago          | 9.000  |